# دانشنامه تاجیکستان شوروی
دانشنامهٔ تاجیکستان شوروی (تاجیکی: Энциклопедияи советии тоҷик) نخستین دانشنامهٔ جهانی به زبان فارسی تاجیکی است که از سال ۱۹۷۸ تا ۱۹۸۸ میلادی در ۸ جلد در شهر دوشنبه در جمهوری سوسیالیستی تاجیکستان شوروی منتشر شد.

## مجلدات
| جلد | نام                                                  | سال  | منبع |
| --- | ---------------------------------------------------- | ---- | ---- |
| ۱   | دانشنامهٔ تاجیکستان شوروی. جلد ۱ (А – ГАВҲАР)         | ۱۹۷۸ |      |
| ۲   | دانشنامهٔ تاجیکستان شوروی. جلد ۲ (ГАВҲАРАК–ИРЛАНД)    | ۱۹۸۰ |      |
| ۳   | دانشنامهٔ تاجیکستان شوروی. جلد ۳ (ИРЛАНДИЯ–ЛЕНИННОМА) | ۱۹۸۱ |      |
| ۴   | دانشنامهٔ تاجیکستان شوروی. جلد ۴ (ЛЕНИННОМА – МУҲИТ)  | ۱۹۸۳ |      |
| ۵   | دانشنامهٔ تاجیکستان شوروی. جلد ۵ (МУҲИТ –ПЛЕХАНОВ)    | ۱۹۸۴ |      |
| ۶   | دانشنامهٔ تاجیکستان شوروی. جلد ۶ (ПЛЕШКО –САҚИЛ)      | ۱۹۸۶ |      |
| ۷   | دانشنامهٔ تاجیکستان شوروی. جلد ۷ (САҚОФӢ –ХОВАЛИНГ)   | ۱۹۸۶ |      |
| ۸   | دانشنامهٔ تاجیکستان شوروی. جلد ۸ (ХОВАЛИНГ –ҶӮЯК)     | ۱۹۸۸ |      |